# Per què s'assassina un magistrat?
 Per què s'assassina un magistrat?  (títol original: Perché si uccide un magistrato) és un pel·lícula italiana dirigida per Damiano Damiani estrenada el 1974. Ha estat doblada al català.

## Argument
El cineasta Giacomo Solaris celebra el seu últim èxit: una pel·lícula de suspens polític que conta la mort d'un jutge massa a prop de la màfia. Escandalitzat, un autèntic magistrat, originari de Sicília, exigeix l'embarg de la pel·lícula. Mor poc després, en les mateixes circumstàncies que el personatge de Giacomo Solaris. Aquest només s'adona que un poder ocult tira els cordills quan els seus amics són assassinats un a un.

## Repartiment
- Franco Nero: Giacomo Solaris
- Marco Guglielmi: Mari d'Antonia
- Françoise Fabian: Antonia Traini
- Mico Cundari: Director'
- Renzo Palmer: Terrasisi
- Ennio Balbo
- Giancarlo Badessi
- Pierluigi Aprà
- Luciano Catenacci: Meloria
- Eva Czemerys: Sabina
- Tano Cimarosa
- Claudio Gora
- Elio Zamuto
- Damiano Damiani
- Giorgio Cerioni: Valgardeni